# L'Albère
Pour les articles homonymes, voir Albère.
L'Albère  est une commune française située dans le sud-est du département des Pyrénées-Orientales, en région Occitanie. Sur le plan historique et culturel, la commune est dans le Roussillon, une ancienne province du royaume de France qui a existé de 1659 jusqu'en 1790 et qui recouvrait les trois vigueries du Roussillon, du Conflent et de Cerdagne.
Exposée à un climat océanique altéré, elle est drainée par la rivière de Rome et par divers autres petits cours d'eau. La commune possède un patrimoine naturel remarquable composé de trois zones naturelles d'intérêt écologique, faunistique et floristique.
L'Albère est une commune rurale qui compte 63 habitants en 2022, après avoir connu un pic de population de 384 habitants en 1836.  Elle fait partie de l'aire d'attraction de Perpignan. Ses habitants sont appelés les Albériens ou  Albériennes.

## Géographie

### Localisation
La commune de l'Albère se trouve dans le département des Pyrénées-Orientales, en région Occitanie et est frontalière avec l'Espagne (Catalogne).
Elle se situe à 24 km à vol d'oiseau de Perpignan, préfecture du département, et à 12 km de Céret, sous-préfecture.
Les communes les plus proches sont : 
Le Perthus (3,3 km), Montesquieu-des-Albères (4,0 km), Les Cluses (4,6 km), Villelongue-dels-Monts (4,8 km), Laroque-des-Albères (5,4 km), Saint-Génis-des-Fontaines (6,9 km), Maureillas-las-Illas (7,0 km), Le Boulou (7,0 km).
| Montesquieu-des-Albères | Villelongue-dels-Monts |                     |
| Les Cluses              | L'Albère               | Laroque-des-Albères |
| Le Perthus              | La Jonquera (Espagne)  |                     |

Sur le plan historique et culturel, la commune est en extrémité sud du Roussillon, une ancienne province du royaume de France qui a existé de 1659 jusqu'en 1790 et qui recouvrait les trois vigueries du Roussillon, du Conflent et de Cerdagne.

### Paysages et relief
La commune est située dans le massif des Albères. Sa superficie est de 1 710 ha. Elle varie en altitude entre 266 mètres au voisinage de la commune du Perthus et 1 128 mètres au Roc dels Tres Termes. Le hameau de Saint-Jean est à une altitude de 538 m et celui de Saint-Martin à une altitude de 631 m.
La commune est classée en zone de sismicité 3, correspondant à une sismicité modérée.

### Climat
Pour des articles plus généraux, voir Climat de l'Occitanie et Climat des Pyrénées-Orientales.
En 2010, le climat de la commune est de type climat méditerranéen altéré, selon une étude du CNRS s'appuyant sur une série de données couvrant la période 1971-2000. En 2020, Météo-France publie une typologie des climats de la France métropolitaine dans laquelle la commune est exposée à un climat méditerranéen et est dans la région climatique Provence, Languedoc-Roussillon, caractérisée par une pluviométrie faible en été, un très bon ensoleillement (2 600 h/an), un été chaud (21,5 °C), un air très sec en été, sec en toutes saisons, des vents forts (fréquence de 40 à 50 % de vents > 5 m/s) et peu de brouillards.
Pour la période 1971-2000, la température annuelle moyenne est de 13 °C, avec une amplitude thermique annuelle de 13,9 °C. Le cumul annuel moyen de précipitations est de 866 mm, avec 5,7 jours de précipitations en janvier et 4,4 jours en juillet. Pour la période 1991-2020, la température moyenne annuelle observée sur la station météorologique la plus proche, située sur la commune du Perthus à 3 km à vol d'oiseau, est de 15,4 °C et le cumul annuel moyen de précipitations est de 849,6 mm,. Pour l'avenir, les paramètres climatiques de la commune estimés pour 2050 selon différents scénarios d’émission de gaz à effet de serre sont consultables sur un site dédié publié par Météo-France en novembre 2022.

### Milieux naturels et biodiversité
L’inventaire des zones naturelles d'intérêt écologique, faunistique et floristique (ZNIEFF) a pour objectif de réaliser une couverture des zones les plus intéressantes sur le plan écologique, essentiellement dans la perspective d’améliorer la connaissance du patrimoine naturel national et de fournir aux différents décideurs un outil d’aide à la prise en compte de l’environnement dans l’aménagement du territoire.
Deux ZNIEFF de type 1 sont recensées sur la commune :
la « crête du pic d'Aureille » (270 ha), couvrant 4 communes du département et 
les « crêtes de pic Neoulos » (366 ha), couvrant 3 communes du département
et une ZNIEFF de type 2, : 
le « massif des Albères » (10 837 ha), couvrant 10 communes du département.

Carte des ZNIEFF de type 1 et 2 à L'Albère.
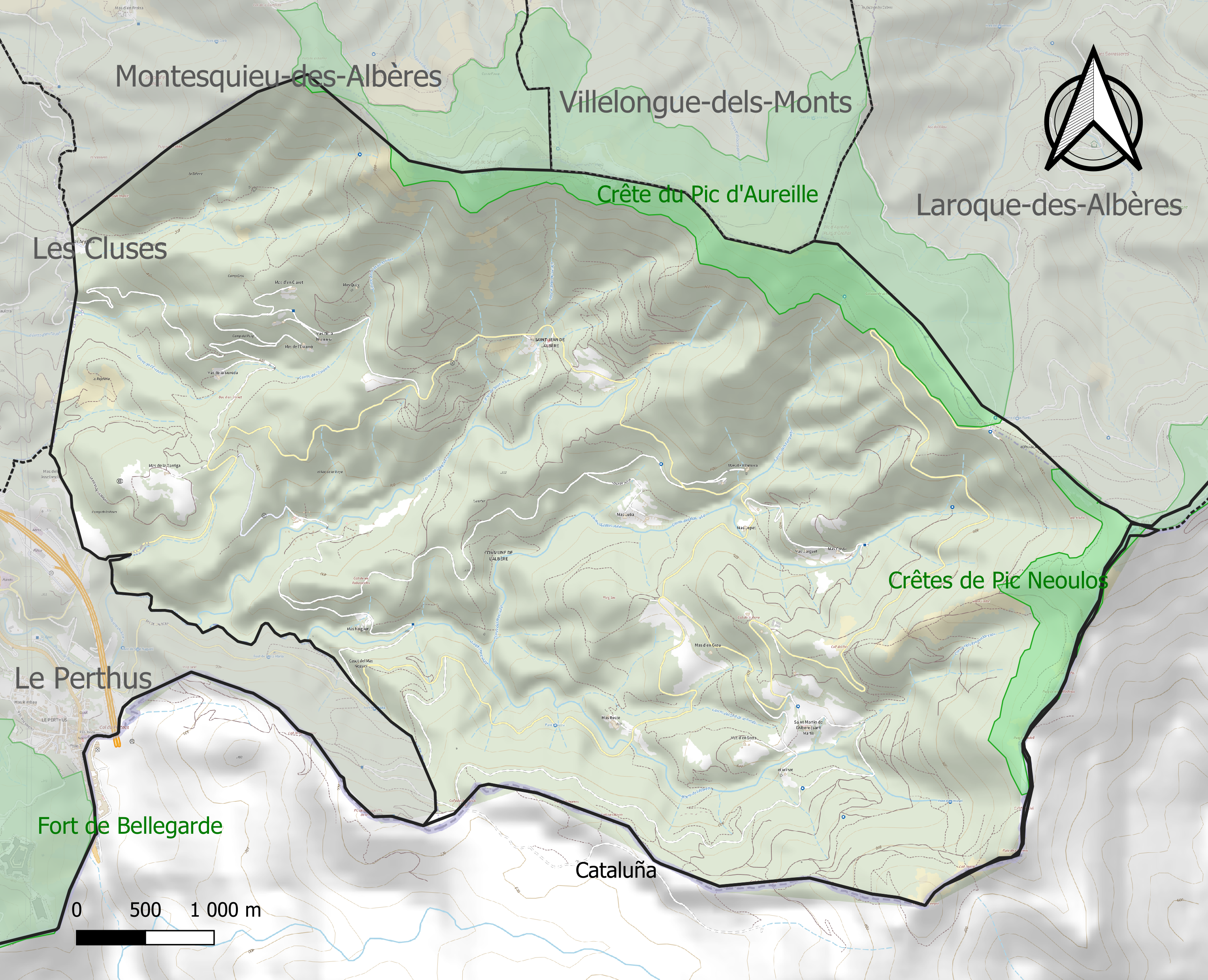
Carte des ZNIEFF de type 1 sur la commune.
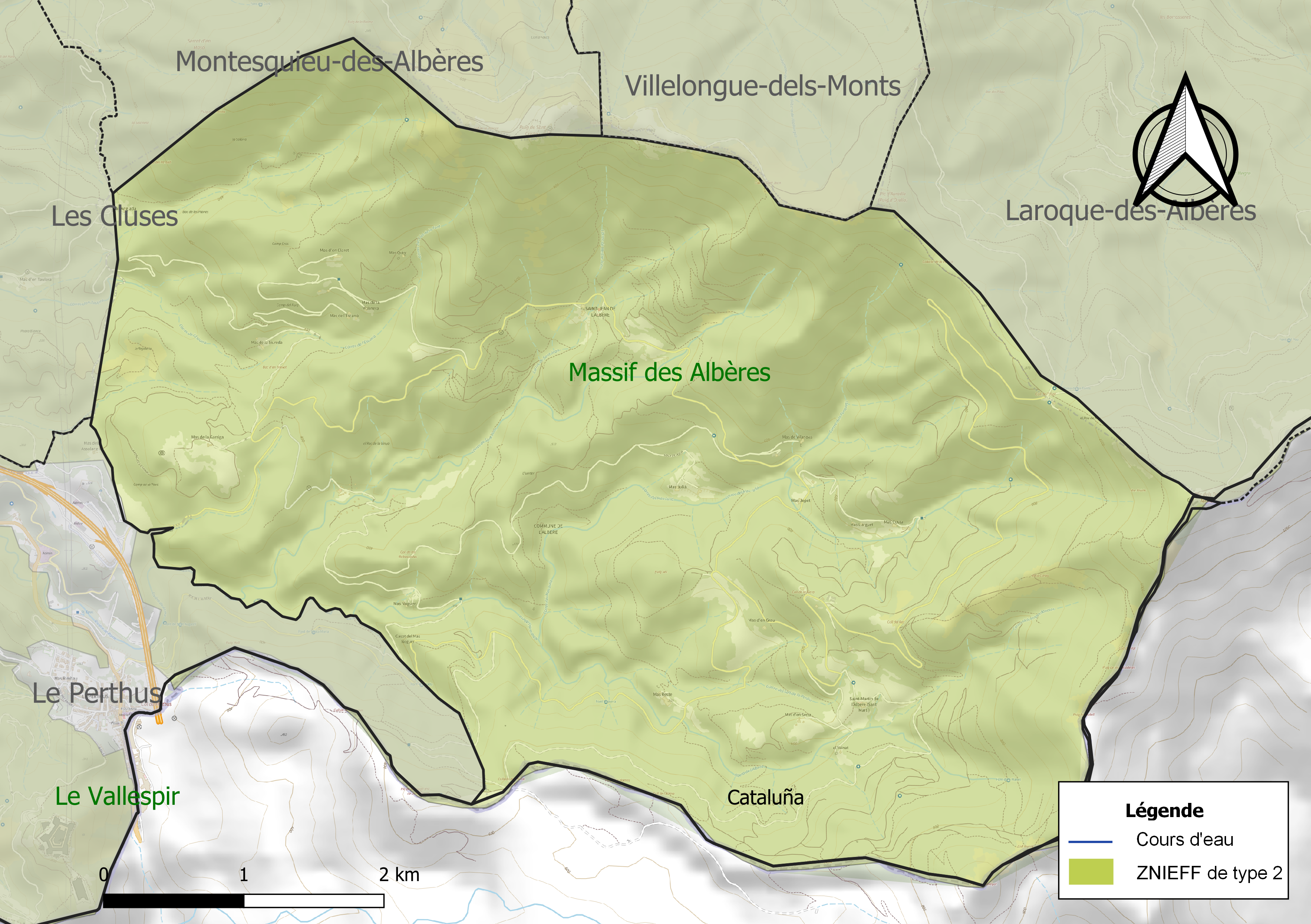
Carte de la ZNIEFF de type 2 sur la commune.

## Urbanisme

### Typologie
Au 1er janvier 2024, L'Albère est catégorisée commune rurale à habitat très dispersé, selon la nouvelle grille communale de densité à sept niveaux définie par l'Insee en 2022.
Elle est située hors unité urbaine. Par ailleurs la commune fait partie de l'aire d'attraction de Perpignan, dont elle est une commune de la couronne,. Cette aire, qui regroupe 118 communes, est catégorisée dans les aires de 200 000 à moins de 700 000 habitants,.

### Occupation des sols
L'occupation des sols de la commune, telle qu'elle ressort de la base de données européenne d’occupation biophysique des sols Corine Land Cover (CLC), est marquée par l'importance des forêts et milieux semi-naturels (95,1 % en 2018), une proportion sensiblement équivalente à celle de 1990 (94,9 %). La répartition détaillée en 2018 est la suivante : 
forêts (89,3 %), milieux à végétation arbustive et/ou herbacée (4,5 %), zones agricoles hétérogènes (3,4 %), prairies (1,5 %), espaces ouverts, sans ou avec peu de végétation (1,4 %). L'évolution de l’occupation des sols de la commune et de ses infrastructures peut être observée sur les différentes représentations cartographiques du territoire : la carte de Cassini (XVIIIe siècle), la carte d'état-major (1820-1866) et les cartes ou photos aériennes de l'IGN pour la période actuelle (1950 à aujourd'hui).

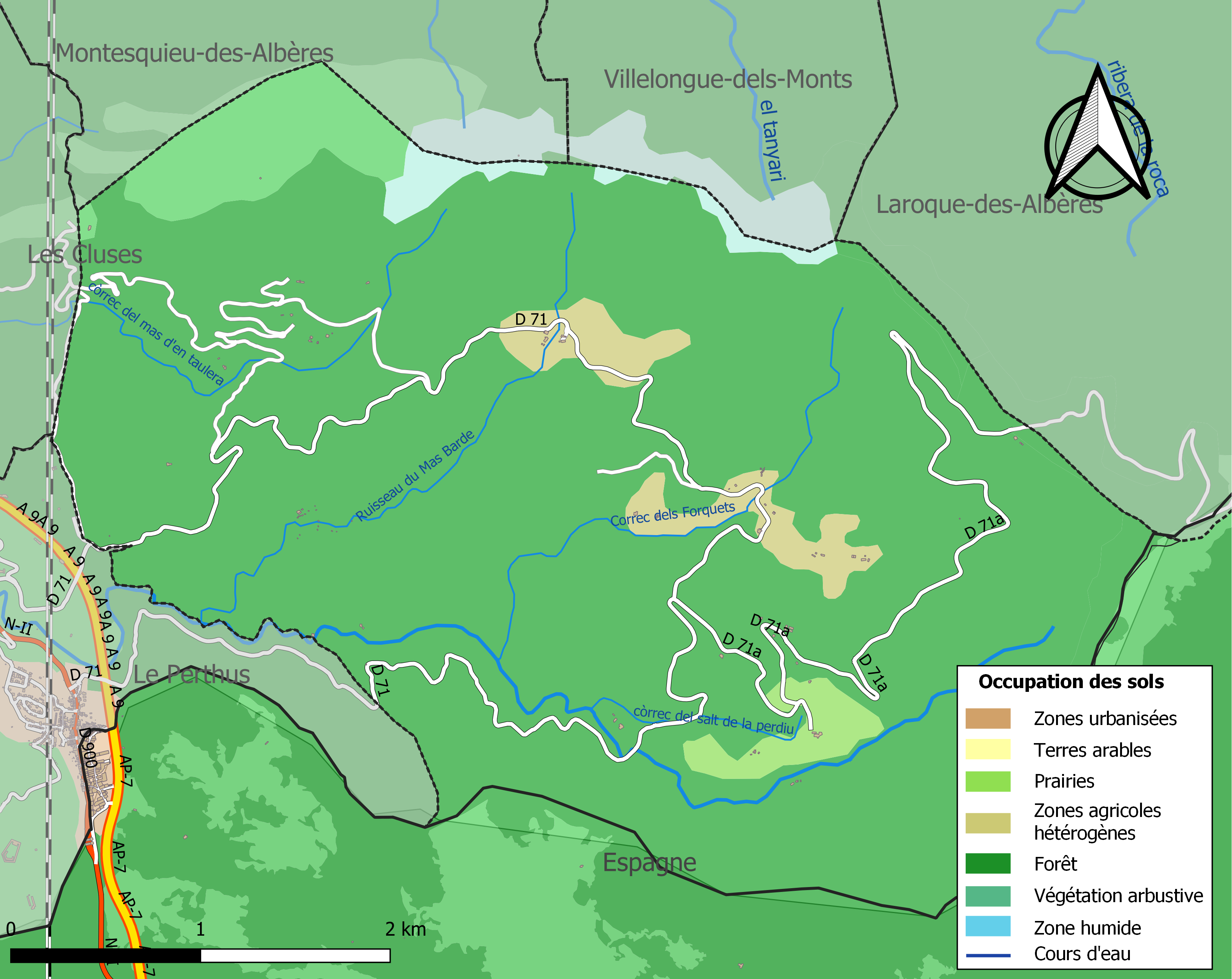
Carte des infrastructures et de l'occupation des sols de la commune en 2018 (CLC).

### Voies de communication et transports

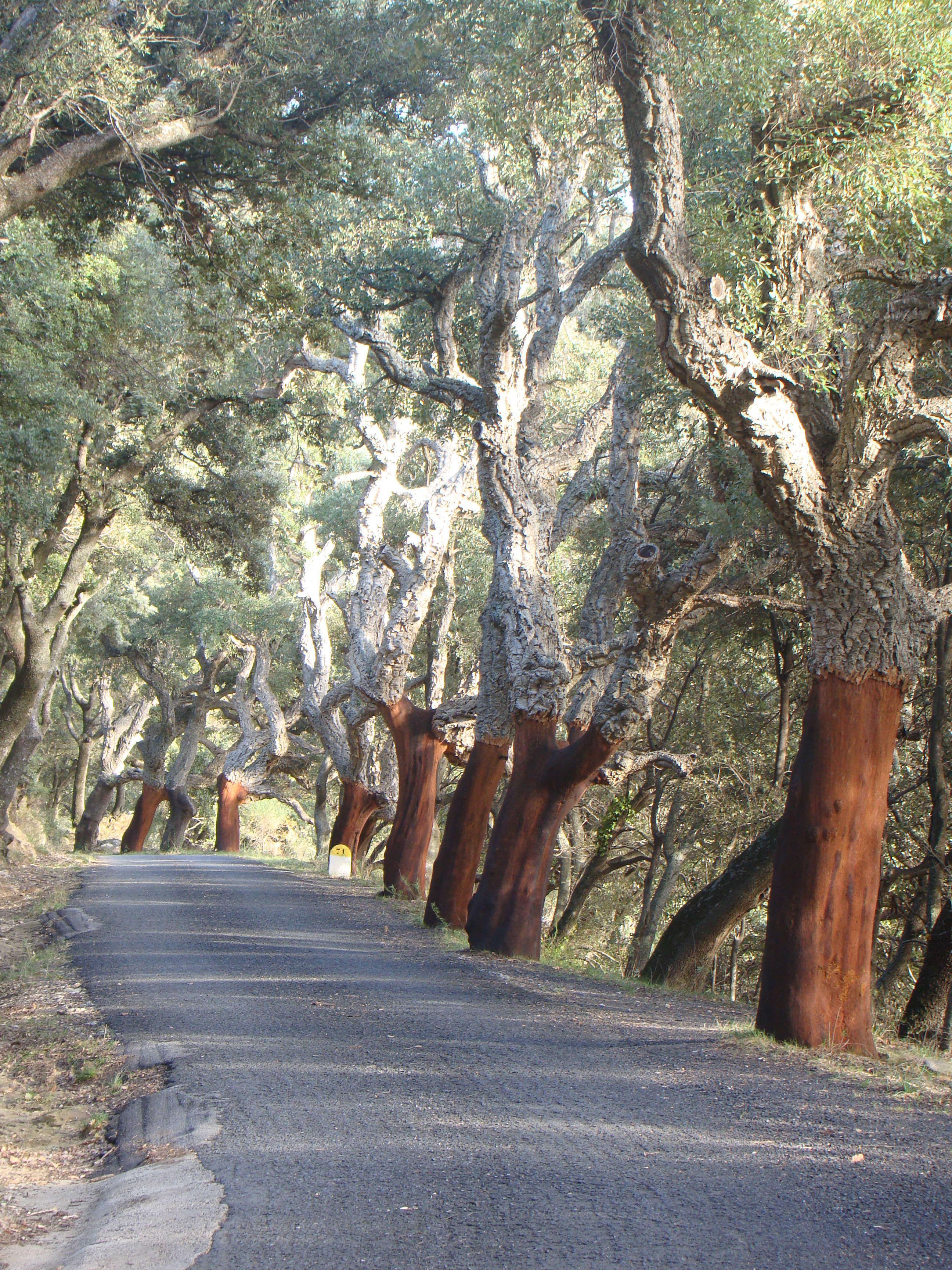
La départementale D71 juste avant l'arrivée à Saint-Jean de l'Albère.

La route départementale D 71 est la principale voie d'accès à la commune de L'Albère. En provenance du Perthus, elle fait le tour du territoire de la commune et revient au Perthus.

### Risques majeurs
Le territoire de la commune de l'Albère est vulnérable à différents aléas naturels : inondations, climatiques (grand froid ou canicule), feux de forêts, mouvements de terrains et séisme (sismicité modérée). Il est également exposé à un risque particulier, le risque radon,.

#### Risques naturels
Certaines parties du territoire communal sont susceptibles d’être affectées par le risque d’inondation par crue torrentielle de cours d'eau du bassin du Tech.
Les mouvements de terrains susceptibles de se produire sur la commune sont soit des mouvements liés au retrait-gonflement des argiles, soit des glissements de terrains, soit des chutes de blocs. Une cartographie nationale de l'aléa retrait-gonflement des argiles permet de connaître les sols argileux ou marneux susceptibles vis-à-vis de ce phénomène.

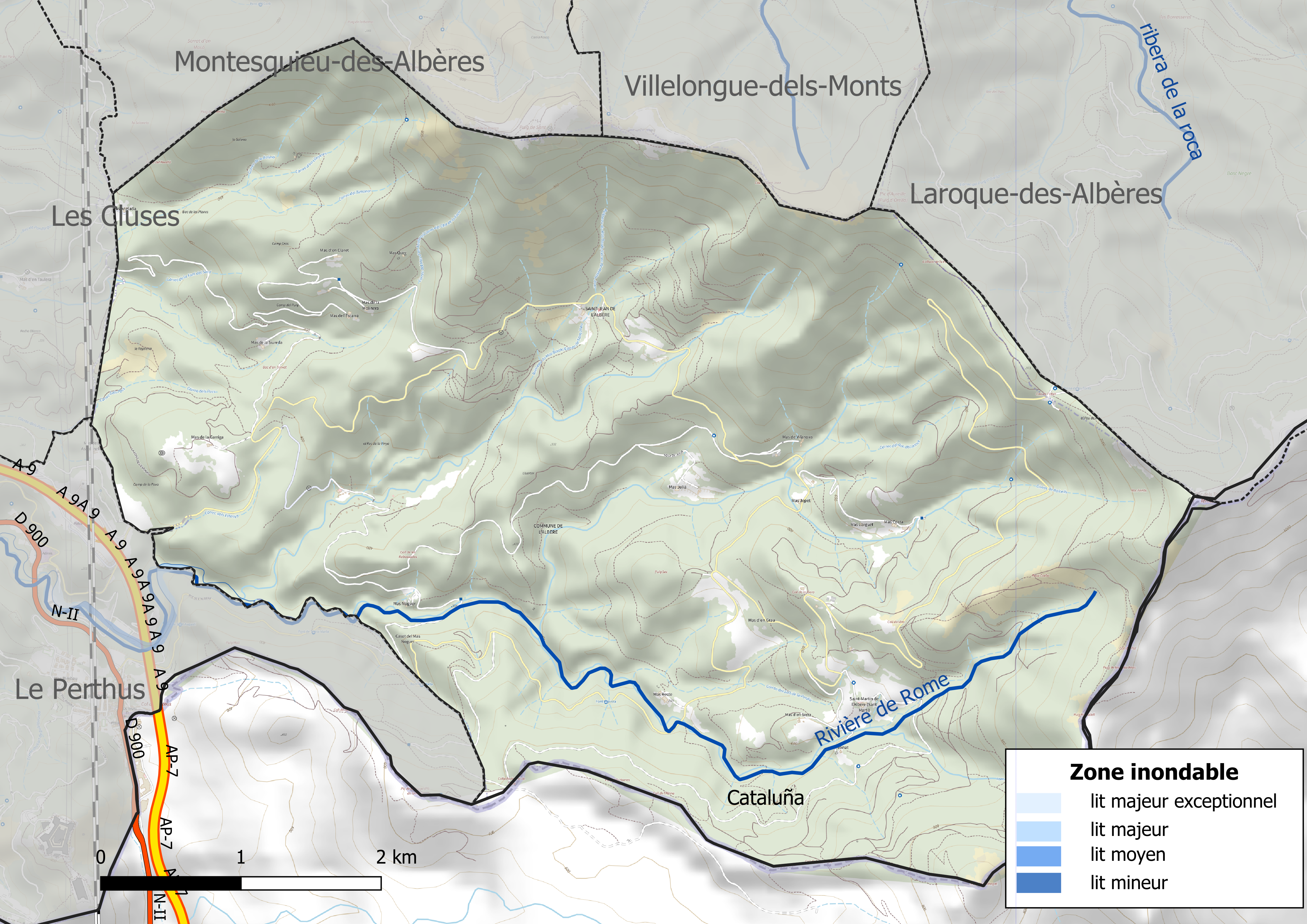
Carte des zones inondables.
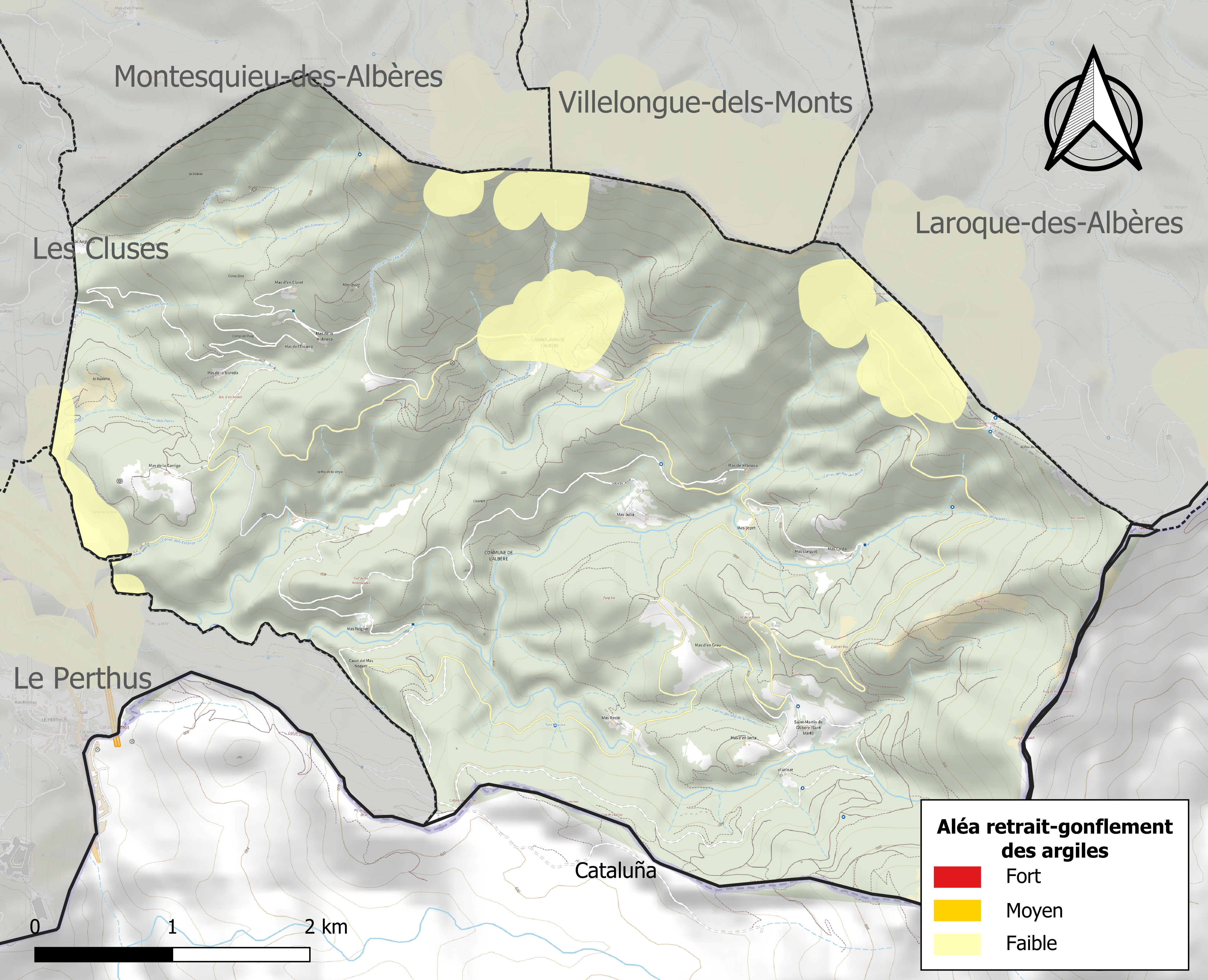
Carte des zones d'aléa retrait-gonflement des argiles.

#### Risque particulier
Dans plusieurs parties du territoire national, le radon, accumulé dans certains logements ou autres locaux, peut constituer une source significative d’exposition de la population aux rayonnements ionisants. Toutes les communes du département sont concernées par le risque radon à un niveau plus ou moins élevé. Selon la classification de 2018, la commune de l'Albère est classée en zone 3, à savoir zone à potentiel radon significatif.

## Toponymie
Le nom de la commune a sans doute pour origine le nom du massif des Albères dont il fait partie (voir cet article pour l'étymologie du nom du massif, qui est controversée). Si le nom du massif apparaît souvent au pluriel dans les textes du moyen Âge et en français et au singulier en catalan (L'Albera), le nom de la commune reste au singulier : L'Albère en français, L'Albera en catalan,.

## Histoire
Le peuplement de L'Albère se fait initialement autour de deux églises, chacune constituant un hameau distinct : Sant Marti de Montforcat (mentionnée en 844) et Sant Joan de l'Albera (mentionnée en 1089).
Le 1er janvier 2014, la commune intègre la communauté de communes du Vallespir.

## Politique et administration

### Canton
En 1790 la commune de L'Albère est incluse dans le canton d'Argelès au sein du district de Céret. Elle est rattachée au canton de Laroque en 1793 puis revient au canton d'Argelès en 1801. Elle est ensuite rattachée au canton de Céret le 13 mai 1947. À compter des élections départementales de 2015, la commune est incluse dans le nouveau canton de Vallespir-Albères.

### Liste des maires
| Période   | Période    | Identité                   | Étiquette | Qualité                                |
| --------- | ---------- | -------------------------- | --------- | -------------------------------------- |
| 1795      | 1801       | Sylvestre Vilallongue      |           |                                        |
| 1802      | 1813       | Jacques Oriol              |           |                                        |
| 1813      | 1830       | Joseph Reste               |           |                                        |
| 1831      | 1834       | Jacques Oriol              |           |                                        |
| 1835      | 1877       | Joseph Reste fils          |           |                                        |
| 1878      | 1884       | Albert Oriol               |           |                                        |
| 1885      | 1887       | Gustave Tarres             |           |                                        |
| 1888      | 1904       | Auguste Vinyes             |           |                                        |
| 1904      | 1934       | Justin de Besombes-Singla  |           |                                        |
| 1935      | 1971       | Antoine de Besombes-Singla |           |                                        |
| mars 1971 | avril 2013 | Pierre de Besombes-Singla  |           |                                        |
| mai 2013  | En cours   | Marc de Besombes-Singla,   |           | Fils du maire précédent. Réélu en 2014 |

### Jumelages
- Cantallops, Catalogne,  Espagne, depuis août 2017[36].

## Population et société

### Démographie ancienne
La population est exprimée en nombre de feux (f) ou d'habitants (H).
| 1358 | 1365 | 1553 | 1643 | 1709 | 1720 | 1730 | 1755 | 1767  |
| ---- | ---- | ---- | ---- | ---- | ---- | ---- | ---- | ----- |
| 15 f | 14 f | 10 f | 26 f | 19 f | 28 f | 26 f | 70 f | 200 H |

| 1774  | 1789 | 1790  | - | - | - | - | - | - |
| ----- | ---- | ----- | - | - | - | - | - | - |
| 281 H | 42 f | 250 H | - | - | - | - | - | - |

### Démographie contemporaine
L'évolution du nombre d'habitants est connue à travers les recensements de la population effectués dans la commune depuis 1793. Pour les communes de moins de 10 000 habitants, une enquête de recensement portant sur toute la population est réalisée tous les cinq ans, les populations de référence des années intermédiaires étant quant à elles estimées par interpolation ou extrapolation. Pour la commune, le premier recensement exhaustif entrant dans le cadre du nouveau dispositif a été réalisé en 2004.

En 2022, la commune comptait 63 habitants, en évolution de −24,1 % par rapport à 2016 (Pyrénées-Orientales : +3,92 %, France hors Mayotte : +2,11 %).
| 1793 | 1800 | 1806 | 1821 | 1831 | 1836 | 1841 | 1846 | 1851 |
| ---- | ---- | ---- | ---- | ---- | ---- | ---- | ---- | ---- |
| 242  | 126  | 243  | 325  | 354  | 384  | 359  | 355  | 270  |

| 1856 | 1861 | 1866 | 1872 | 1876 | 1881 | 1886 | 1891 | 1896 |
| ---- | ---- | ---- | ---- | ---- | ---- | ---- | ---- | ---- |
| 265  | 252  | 270  | 240  | 227  | 193  | 200  | 204  | 191  |

| 1901 | 1906 | 1911 | 1921 | 1926 | 1931 | 1936 | 1946 | 1954 |
| ---- | ---- | ---- | ---- | ---- | ---- | ---- | ---- | ---- |
| 190  | 177  | 160  | 129  | 131  | 135  | 99   | 83   | 71   |

| 1962 | 1968 | 1975 | 1982 | 1990 | 1999 | 2004 | 2006 | 2009 |
| ---- | ---- | ---- | ---- | ---- | ---- | ---- | ---- | ---- |
| 60   | 61   | 62   | 50   | 54   | 69   | 67   | 69   | 83   |

| 2014 | 2019 | 2022 | - | - | - | - | - | - |
| ---- | ---- | ---- | - | - | - | - | - | - |
| 81   | 73   | 63   | - | - | - | - | - | - |

| selon la population municipale des années : | 1968 | 1975 | 1982 | 1990 | 1999 | 2006 | 2009 | 2013 |
| Rang de la commune dans le département      | 176  | 198  | 208  | 192  | 176  | 195  | 191  | 190  |
| Nombre de communes du département           | 232  | 217  | 220  | 225  | 226  | 226  | 226  | 226  |

### Enseignement
Il n'y a pas d'école à L'Albère. L'école la plus proche se situe au Perthus.

### Manifestations culturelles et festivités
- Fête patronale : 5 août ;
- Fête communale : 2e dimanche d'août[45].

### Santé
Il n'y a pas de médecin à L'Albère. Les médecins les plus proches se situent au Perthus.

### Sports
Deux sites d'escalade existent sur la commune, le Roc Fouirous, situé proche du col de l'Ouillat, équipé et fréquenté depuis la fin des années 1980, puis encore récemment rééquipé, et le Sant Cristau, rocher connu en tant que site militaire d'importance pendant la bataille du Boulou, est un site de terrain d'aventure, fréquenté dans les années 1990, actuellement moins connu.[réf. nécessaire]
Il y a aussi sur le versant sud, le roc du Midi, très remarquable depuis la plaine, où des grimpeurs et alpinistes ont grimpé et ouvert des voies.
Divers chemins sont très fréquenté en VTT.

## Économie

### Emploi
|                | 2008   | 2013   | 2018   |
| -------------- | ------ | ------ | ------ |
| Commune        | 11,6 % | 15 %   | 18 %   |
| Département    | 10,3 % | 12,9 % | 13,3 % |
| France entière | 8,3 %  | 10 %   | 10 %   |

En 2018, la population âgée de 15 à 64 ans s'élève à 48 personnes, parmi lesquelles on compte 85,7 % d'actifs (67,6 % ayant un emploi et 18 % de chômeurs) et 14,3 % d'inactifs,. Depuis 2008, le taux de chômage communal (au sens du recensement) des 15-64 ans est supérieur à celui de la France et du département.
La commune fait partie de la couronne de l'aire d'attraction de Perpignan, du fait qu'au moins 15 % des actifs travaillent dans le pôle,. Elle compte 22 emplois en 2018, contre 21 en 2013 et 17 en 2008. Le nombre d'actifs ayant un emploi résidant dans la commune est de 32, soit un indicateur de concentration d'emploi de 69,1 % et un taux d'activité parmi les 15 ans ou plus de 59,7 %.
Sur ces 32 actifs de 15 ans ou plus ayant un emploi, 17 travaillent dans la commune, soit 53 % des habitants. Pour se rendre au travail, 73,3 % des habitants utilisent un véhicule personnel ou de fonction à quatre roues, 6,7 % les transports en commun, 3,3 % s'y rendent en deux-roues, à vélo ou à pied et 16,7 % n'ont pas besoin de transport (travail au domicile).

## Culture locale et patrimoine

### Monuments et lieux touristiques
- La Balma de Na Cristiana : dolmen situé près de Saint-Jean de l'Albère, au pied du pic Saint-Christophe.
- L'église Saint-Jean : église romane.
- Église Saint-Martin de l'Albère : autre église romane.
- Chapelle Saint-Christophe de l'Albère (ou de Sant Cristau) : chapelle à l'état de ruines, mentionnée en 1368 (capela de Sent Xristau d'Albera). Elle est située près de l'ancien château du XIe siècle sur le pic Saint-Christophe[8].
- Tour à signaux de la fin du XIIIe siècle : à l'état de ruines, elle est située sur le pic Saint-Christophe[8].

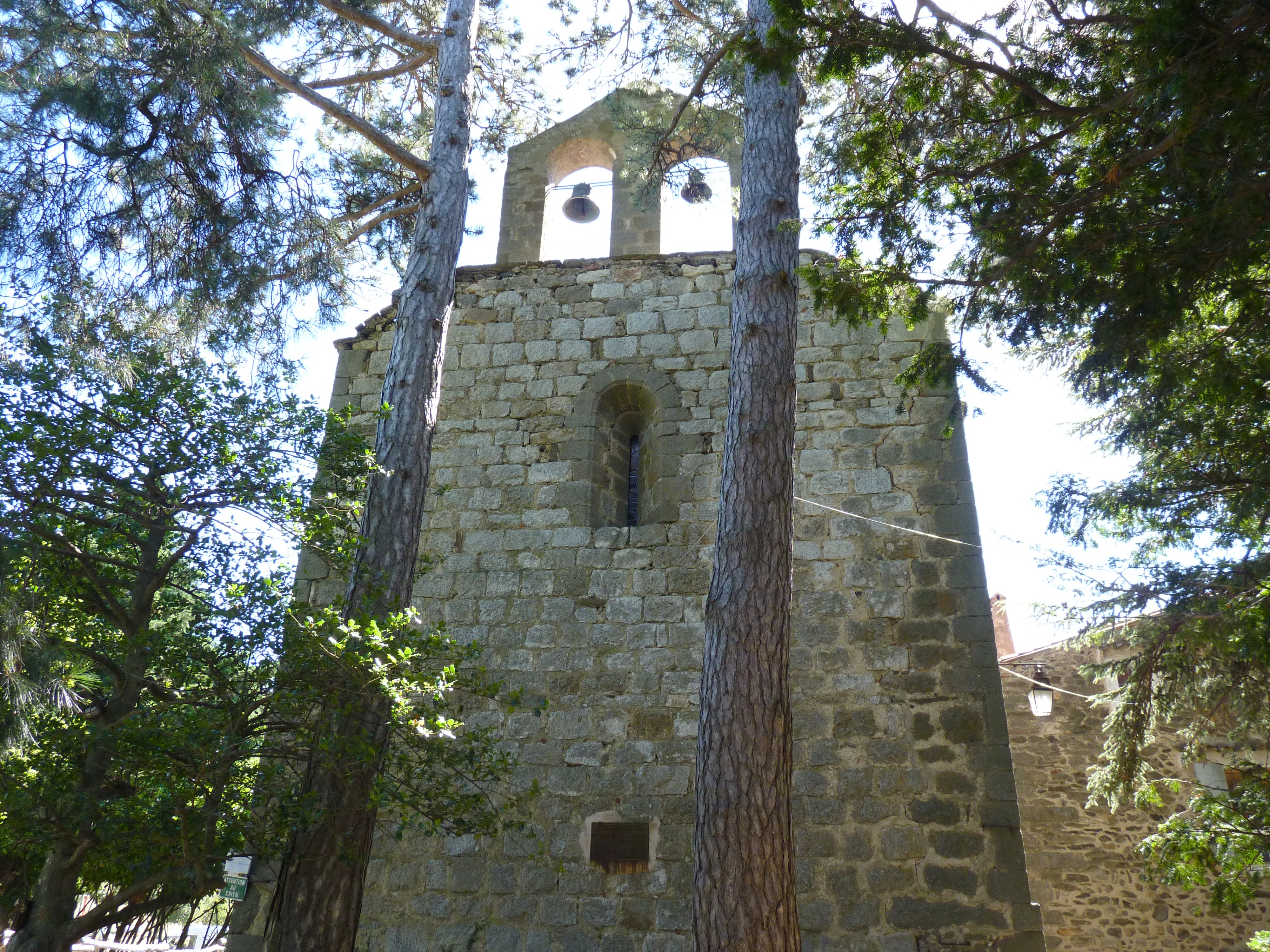
L'église Saint-Martin.
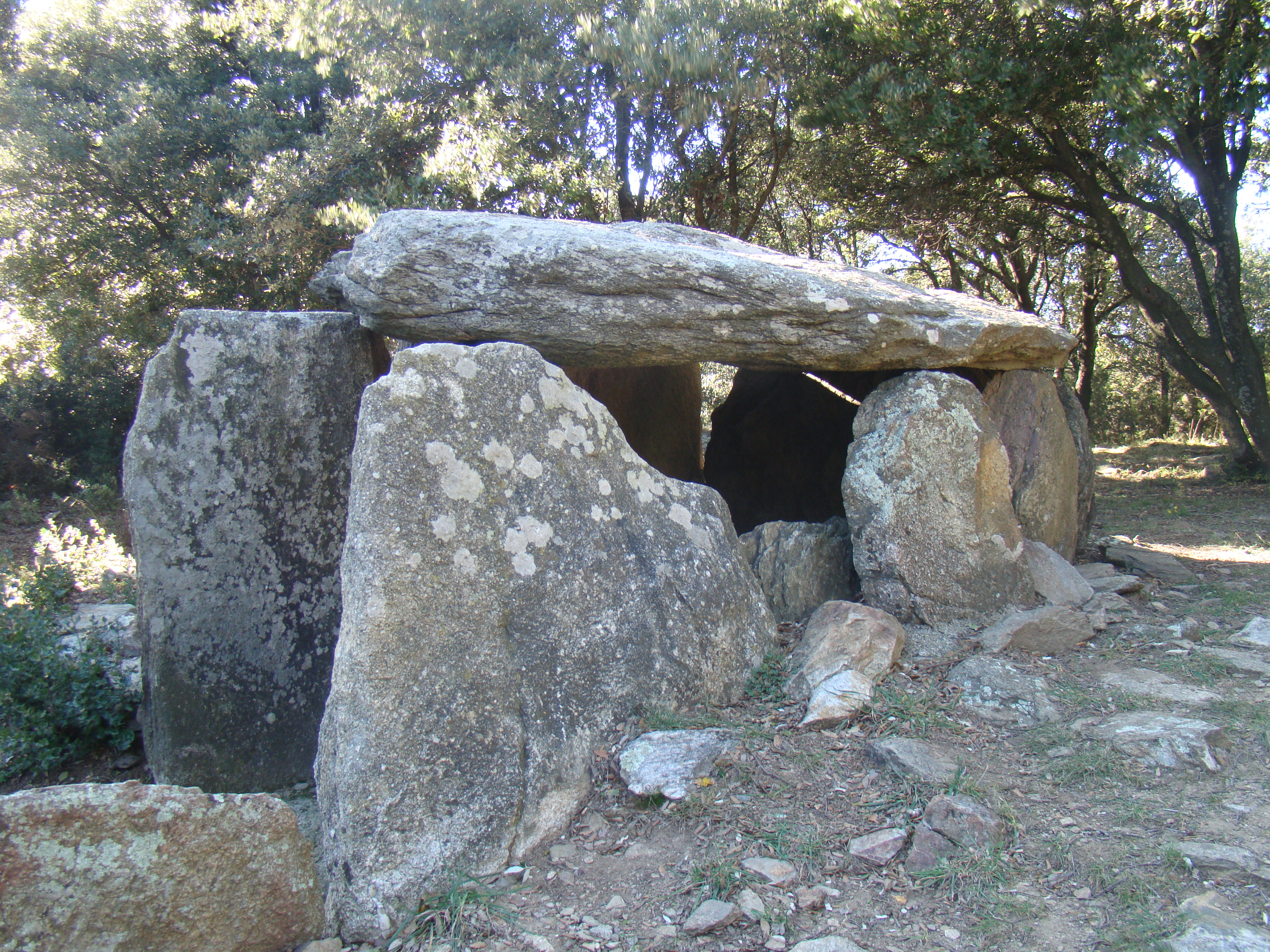
Le Balma de Na Cristiana.

### Personnalités liées à la commune
- Joseph-François Reste de Roca (1879-1976) : la famille Reste de Roca est originaire de L'Albère[47] ;
- Jacques Loew (1908-1999) : prêtre dominicain qui séjourna à Saint-Jean de l'Albère.